# Norman Broaster Stadium
O Norman Broaster Stadium está localizado em San Ignacio, Belize.